# (13221) Nao
(13221) Nao est un astéroïde de la ceinture principale.

## Description
(13221) Nao est un astéroïde de la ceinture principale. Il fut découvert le 24 juillet 1997 à Kuma Kogen par Akimasa Nakamura. Il présente une orbite caractérisée par un demi-grand axe de 2,74 UA, une excentricité de 0,14 et une inclinaison de 8,2° par rapport à l'écliptique.

## Compléments